# Barbara Makhalisa
Barbara Makhalisa (nascida em 1949), também conhecida pelo seu nome de casada Barbara Nkala, é uma escritora e editora zimbabuense; ela é uma das primeiras escritoras femininas publicadas no Zimbabwe.  Ela é autora de vários livros escritos em Ndebele, bem como em inglês, dos quais alguns foram usados como livros escolares.

## Biografia
Barbara Clara Makhalisa nasceu no Zimbabwe e estudou no Gweru Teachers 'College, com especialização em inglês. A sua carreira de escritora começou quando ela ganhou uma competição nacional com o seu primeiro livro, Qilindini, um thriller policial escrito em Ndebele, quando ela era apenas a segunda escritora em Ndebele. O seu segundo livro, o romance Nendobele Umendo (1977, Mambo Press, 1977), é considerado um clássico. Ela disse: "Eu sinto que as pessoas deveriam escrever na sua língua materna... Toda a nossa cultura é armazenada na linguagem, e a literatura é o depósito da cultura."
A sua escrita em inglês inclui The Underdog e Other Stories (Mambo Press, 1984) e Eva's Song: Uma coleção de histórias curtas (Harper Collins, 1996). A sua história "Different Values" aparece na antologia de Margaret Busby, 1992, Daughters of Africa.
Também uma editora, que anteriormente trabalhou para as editoras Longman, ela agora dirige uma empresa chamada Radiant Publishing House, e produz principalmente trabalho em Ndebele para dar uma contribuição para o "crescimento da linguagem Ndebele".
Em 2015, ela recebeu um diploma honorário da Universidade Nacional de Ciência e Tecnologia (NUST) em Bulawayo.